# Ếch yêu tinh
Ếch yêu tinh hay ếch bò châu Phi (tên khoa học Pyxicephalus adspersus) là một loài ếch trong họ Pyxicephalidae. Nó được tìm thấy ở Angola, Botswana, Kenya, Malawi, Mozambique, Namibia, Nam Phi, Swaziland, Tanzania, Zambia, Zimbabwe và có thể cả Cộng hòa Dân chủ Congo. Từ lâu, nó đã bị nhầm lẫn với loài Pyxicephalus edulis và các loài ranh giới giữa chúng, bao gồm cả giới hạn phạm vi chính xác, vẫn chưa được hiểu hoàn toàn. Ngoài ra, P. angusticeps ven biển Đông Phi chỉ mới được công nhận lại là một loài riêng biệt vào năm 2013.
Môi trường sống tự nhiên của ếch yêu tinh là xavan khô, xavan ẩm, vùng cây bụi khô nhiệt đới hoặc cận nhiệt đới, các hồ nước ngọt xen kẽ, đầm lầy nước ngọt ngắt quãng, đất canh tác, đồng cỏ, kênh và mương. Nó là một trong những loài ếch lớn nhất, với những con đực nặng tới 1,4 kg. Con cái có kích thước bằng một nửa con đực, điều này bất thường vì ở đa số các loài lưỡng cư, con cái lớn hơn con đực, để giúp cho mối quan hệ đa dạng. Con đực có thể đạt chiều dài từ mõm đến lỗ 24,5 cm, trong khi con cái nhỏ hơn nhiều.

## Chế độ ăn và thói quen
Ếch yêu tinh là loài ăn thịt phàm ăn, ăn côn trùng, động vật gặm nhấm nhỏ, bò sát, chim nhỏ và các động vật lưỡng cư khác. Nó cũng là loài ăn thịt đồng loại - ếch yêu tinh đực được biết đến với việc thỉnh thoảng ăn những con nòng nọc mà nó canh giữ. Một con ếch yêu tinh được nuôi tại vườn thú Pretoria ở Nam Phi từng ăn 17 con rắn hổ mang Hemachatus haemachatus non. Chúng phát ra tiếng kêu lạch cạch lớn và tiếng be be khi bị căng thẳng hoặc cầm nắm. Tiếng kêu gọi bạn tình của chúng nghe như tiếng bò kêu (do đó mới được gọi là "ếch bò"). Đây là một trong ba loài ếch thường được nuôi làm thú cưng có hàm răng sắc nhọn và sẵn sàng cắn người khi bị khiêu khích hoặc cầm nắm; hai loài còn lại là ếch Pacman và ếch Budgett.

## Sinh sản
Sinh sản bắt đầu sau khi mưa lớn (bắt đầu bởi lượng mưa khoảng 65 mm trong suốt hai ngày). Chúng sinh sản trong các vùng nước nông, tạm thời, chẳng hạn như hồ bơi, chảo và mương. Trứng được đẻ ở mép cạn của ao, nhưng quá trình thụ tinh diễn ra trên mặt nước.
Những con ếch yêu tinh đực kêu trong mùa mưa. Tiếng kêu kéo dài khoảng một giây và có thể được mô tả như một tiếng huýt sáo nhỏ. Con đực có hai chiến lược sinh sản, tùy thuộc vào độ tuổi của chúng. Những con đực non tụ tập trong một khu vực nhỏ, có lẽ chỉ 1 hoặc 2 m² ở vùng nước nông. Những con đực lớn hơn chiếm trung tâm của các đấu trường sinh sản này và cố gắng đuổi theo những con đực khác. Thông thường, chúng đánh nhau, gây thương tích hoặc thậm chí giết nhau. Con đực có ưu thế cố gắng ngăn cản những con đực khác sinh sản. Một con cái tiếp cận nhóm con đực bằng cách bơi dọc theo bề mặt cho đến khi nó cách nhóm vài mét. Sau đó, con cái lặn xuống để tránh những con đực nhỏ hơn và ngoi lên trong khu vực được bảo vệ của một con đực lớn hơn ở giữa nhóm. Điều này giúp đảm bảo rằng con cái được giao phối với con đực thống lĩnh.
Con cái đẻ khoảng 3.000 đến 4.000 trứng một lần. Nòng nọc nở và sau hai ngày bắt đầu ăn thực vật, cá nhỏ, động vật không xương sống và thậm chí lẫn nhau. Những con đực bảo vệ tiếp tục trông chừng những con nòng nọc sẽ biến chất trong vòng ba tuần. Trong quá trình phát triển của nòng nọc, con cha bảo vệ các con của nó. Do hành vi bảo vệ quá mức của ếch đực, nó vồ vập và cắn bất cứ thứ gì mà nó coi là mối đe dọa. Nếu bể có nguy cơ cạn nước, con cha dùng chân và đầu đào kênh từ ao phơi sang ao lớn hơn. Nó tiếp tục bảo vệ những con nòng nọc cho đến khi chúng đủ lớn để tự bảo vệ chính chúng, mặc dù con đực cũng có thể ăn một vài con.

## Buôn bán thú nuôi
Ếch yêu tinh là một loài thú nuôi độc lạ ở nhiều nước trên thế giới. Các con được bán thường được sinh ra trong điều kiện nuôi nhốt. Chuyện những con ếch yêu tinh sống đến 35 năm trong điều kiện nuôi nhốt không có gì là lạ.

## Hình ảnh

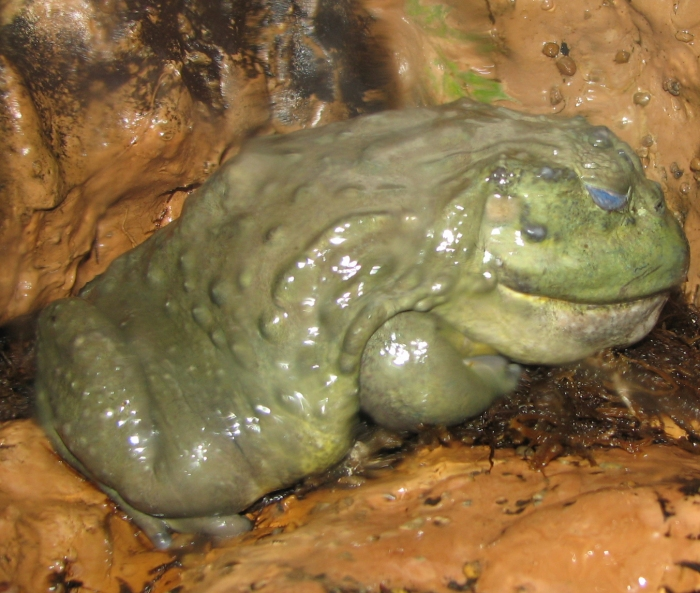
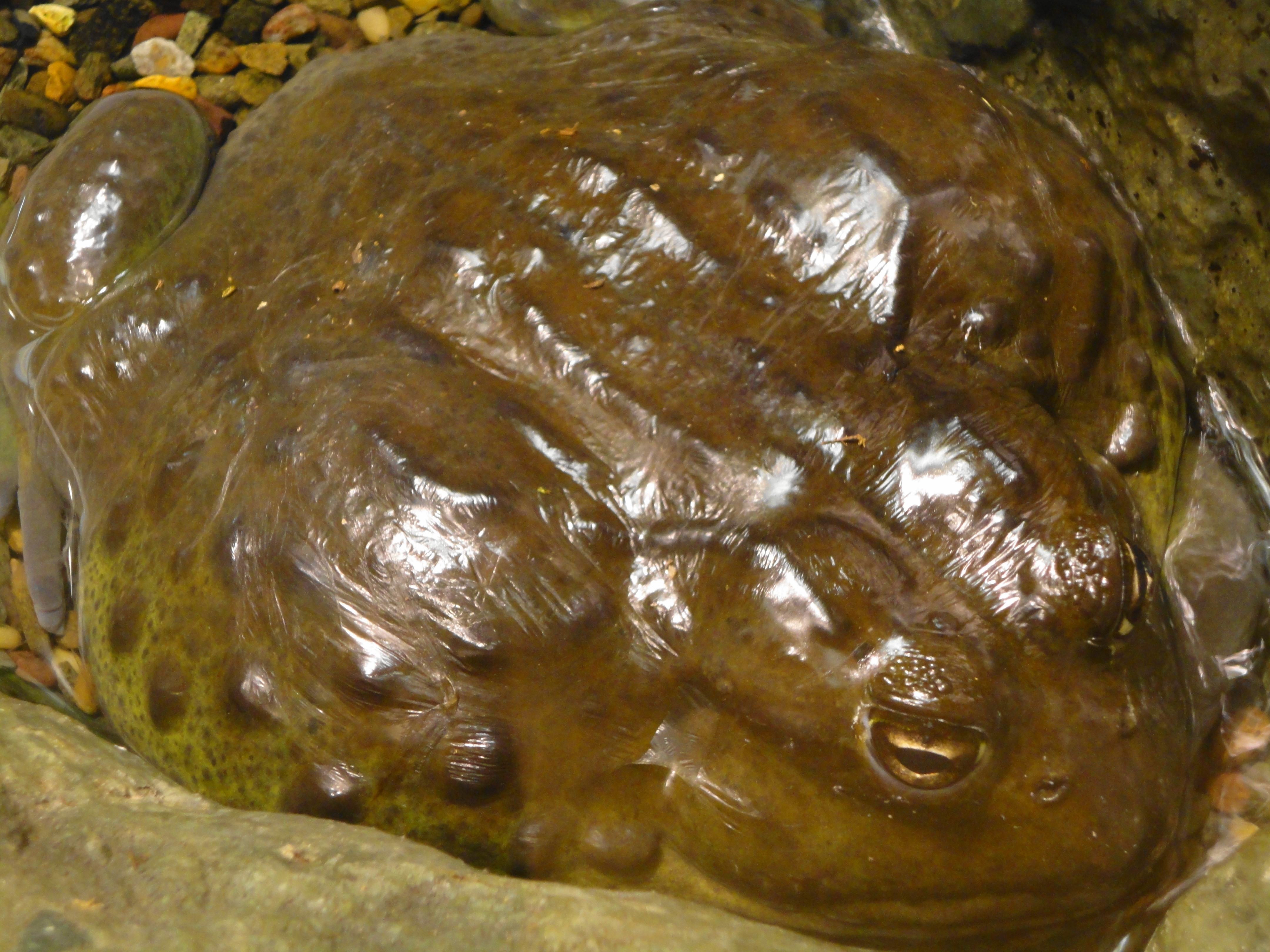
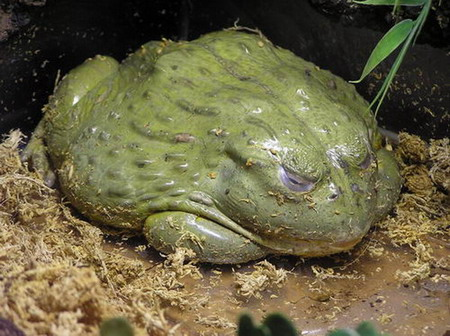
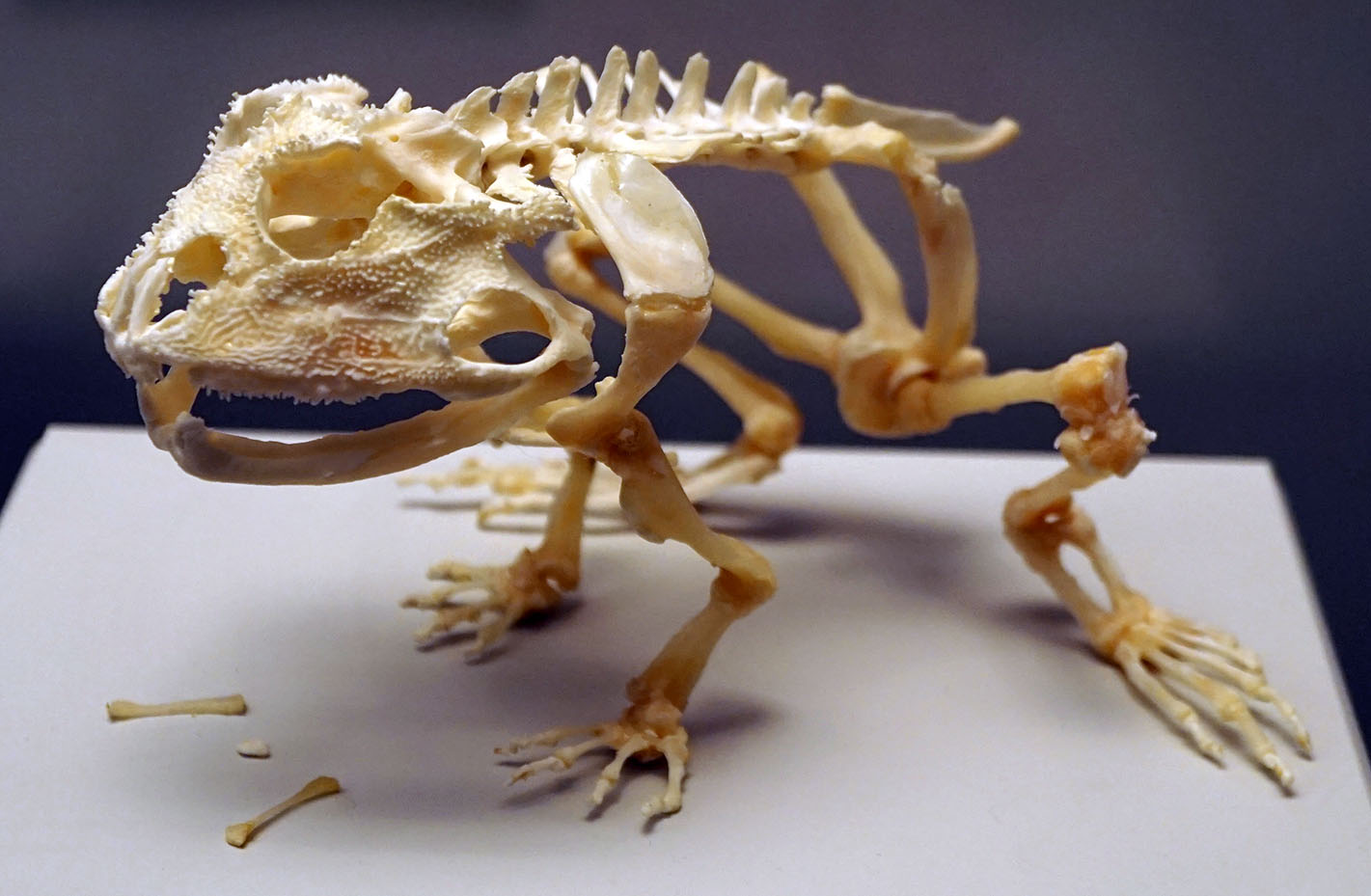